# Maxi 900
Maxi 900 är en uppfräschad variant av Maxi 909. Skrovet är i grunden samma, med den skillnaden att Maxi 900 fått en infälld badplattform i akterspegeln. Dessutom har inredningen blivit ljusare då alla fronter och skott är i vitt laminat i stället för i teak. Maxi 900 har dessutom fått genomskinliga rutor med aluminiumramar istället för Maxi:s klassiska "solglasögon".

## Inredning
Inredningen i Maxi 900 är oförändrad mot Maxi 909 FC, dvs direkt till babord om nedgångstrappan finns framåtvänt L-format pentry med spis med ugn och en diskho. Till styrbord finns toalett med handfat och garderob för sjökläder. För om toaletten finns navigationsbord. Akterut om pentry separat akterruff (dörr mellan pentry och akterruff) med dubbelkoj och garderob. Salongen består två längsgående soffor. Förpiken som är avskild mot salongen med dörr har två fullängdskojer.